# Краплик темний
Краплик темний (Euschistospiza cinereovinacea) — вид горобцеподібних птахів родини астрильдових (Estrildidae). Мешкає в Центральній Африці.

## Опис

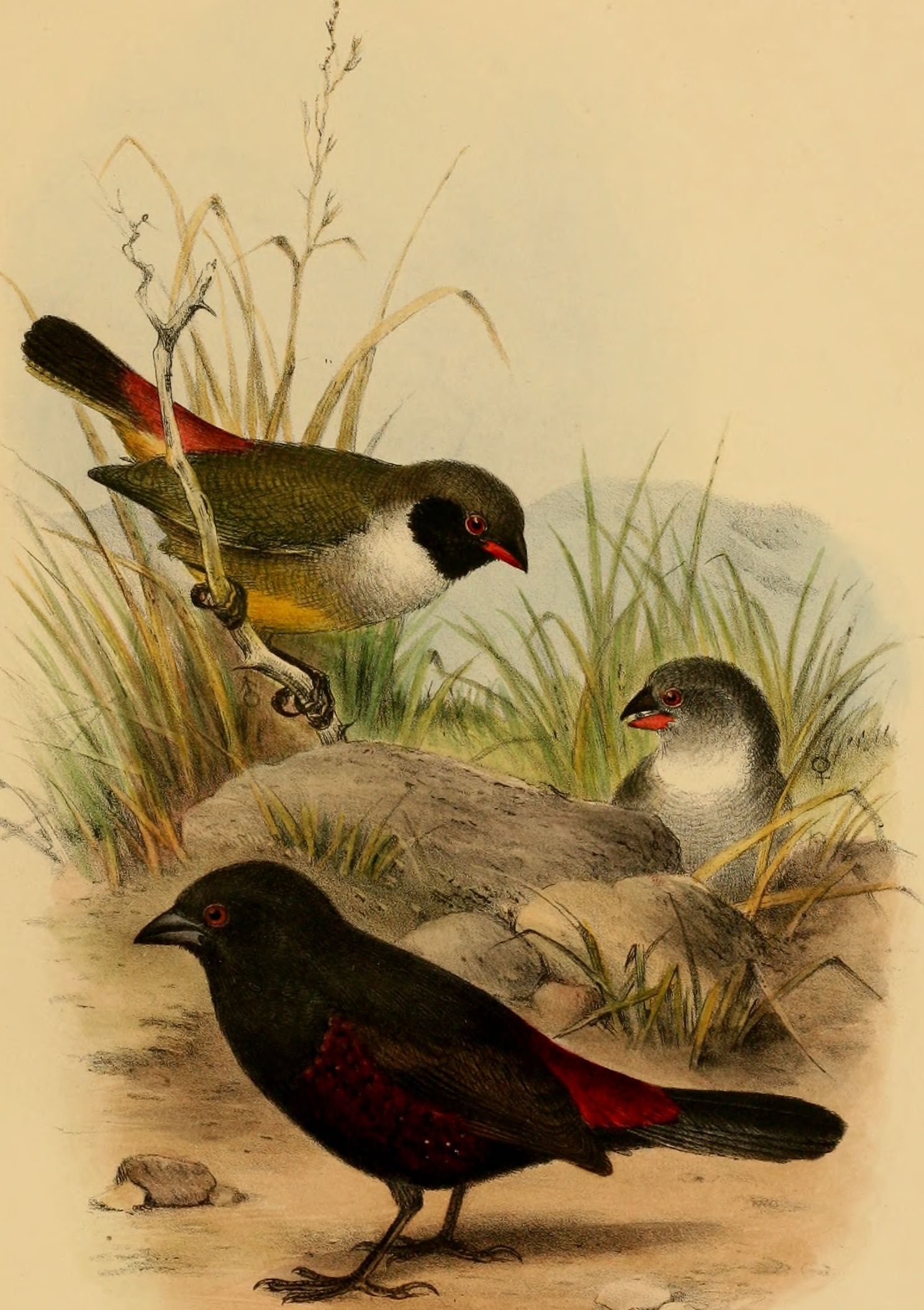
Ангольські астрильди (зверху) і темний краплик (знизу)

Довжина птаха становить 11,5-12 см. У самців голова, горло, груди, спина і покривні пера крил чорнувато-сірі, махові пера оливково-коричневі, живіт, гузка і хвіст чорні, надхвістя темно-червоне, боки винно-червоні, поцятковані білими плямками. Очі червонувато-карі, навколо очей блакитні кільця, дзьоб міцний, конічної форми, чорний, лапи чорнуваті. Самиці мають більш тьмяне забарвлення, горло і нижня частина тіла загалом світліші, надхвістя менш червоне, боки менш плямисті.

## Підвиди
Виділяють два підвиди:
- E. c. cinereovinacea (de Sousa, JA, 1889) — нагір'я на заході і в центрі Анголи;
- E. c. graueri (Rothschild, 1909) — схід ДР Конго, південний захід Уганди, Руанда і Бурунді.

## Поширення і екологія
Темні краплики мешкають в Демократичній Республіці Конго, Уганді, Руанді, Бурунді і Анголі. Вони живуть на високогірних луках, порослих деревами і чагарниками. Зустрічаються парами або зграйками по 3-4 птаха, на висоті до 2200 м над рівнем моря. Живляться переважно насінням трав, а також ягодами, плодами і дрібними безхребетними.